# Hencidai Csere-erdő Természetvédelmi Terület
A Hencidai Csere-erdő a Körösvidék északi szélén, Hencida és Gáborján között, a Berettyó folyó két partján helyezkedik el. A Berettyó–Kálló közének ez a déli sarka ma száraz, szikes vagy szikesedő terület. Az itt található különböző sziki társulások ma a természetvédelem legértékesebb kincsei közé tartoznak.

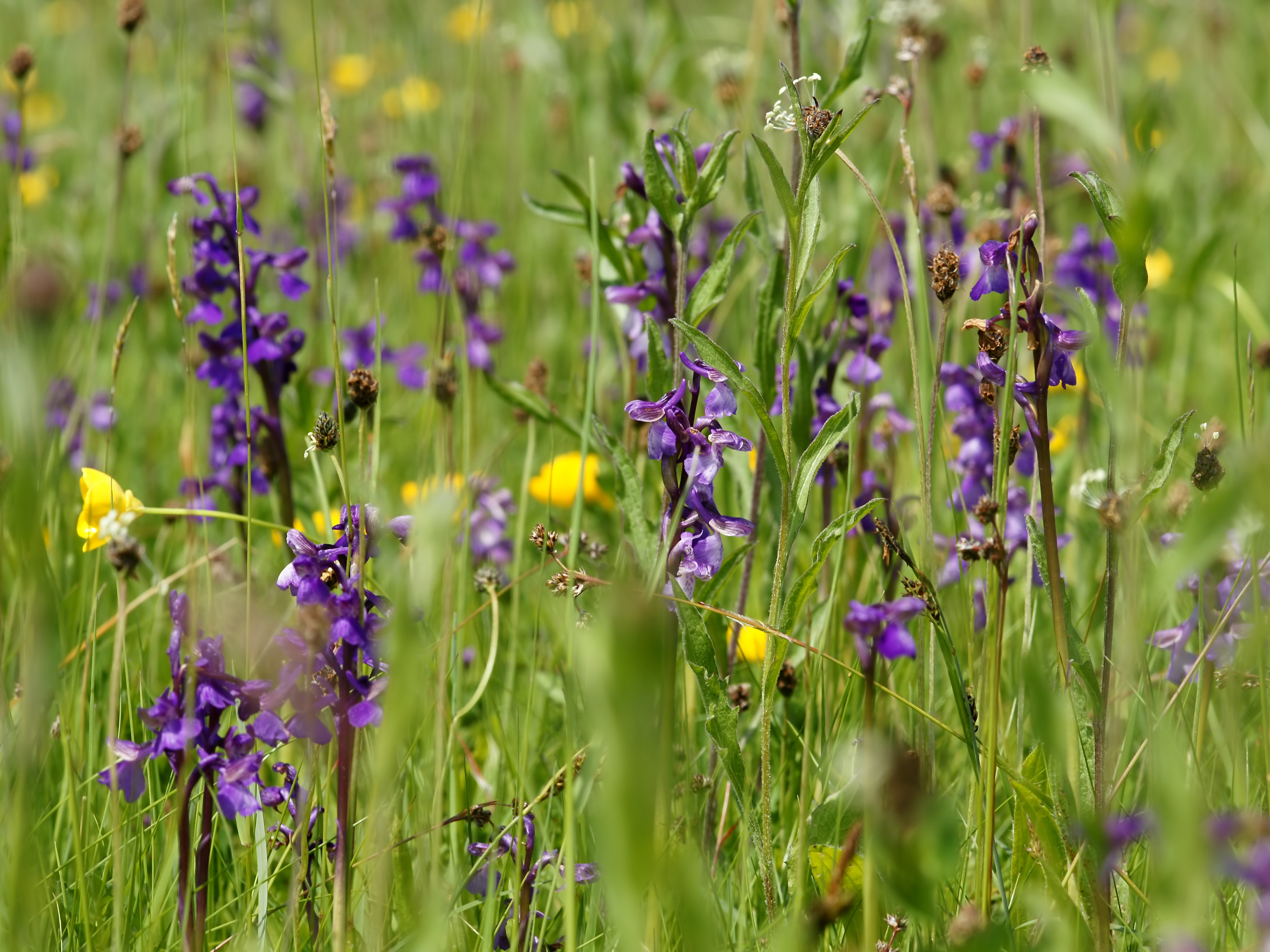
Agárkosbor

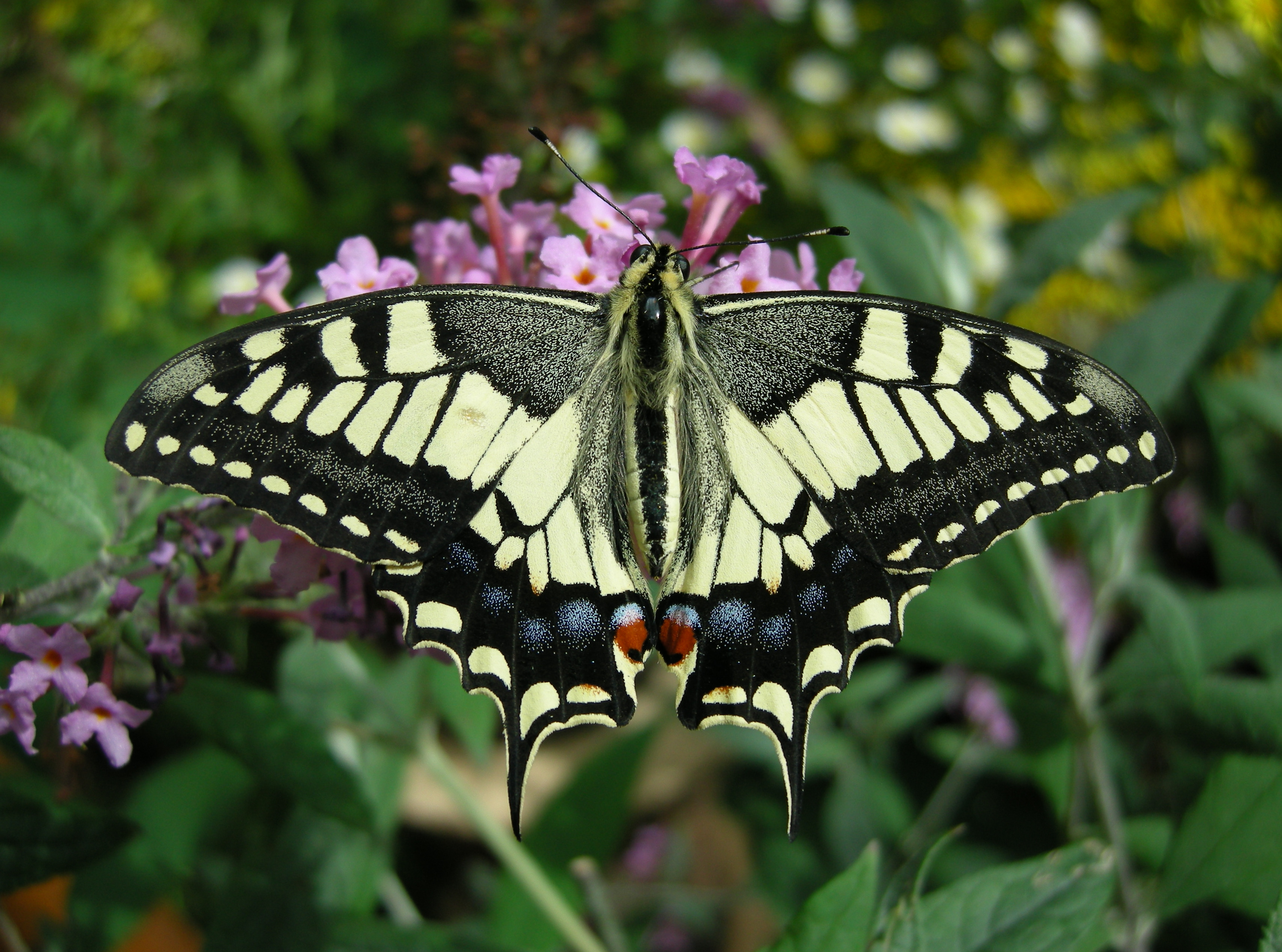
Fecskefarkú lepke

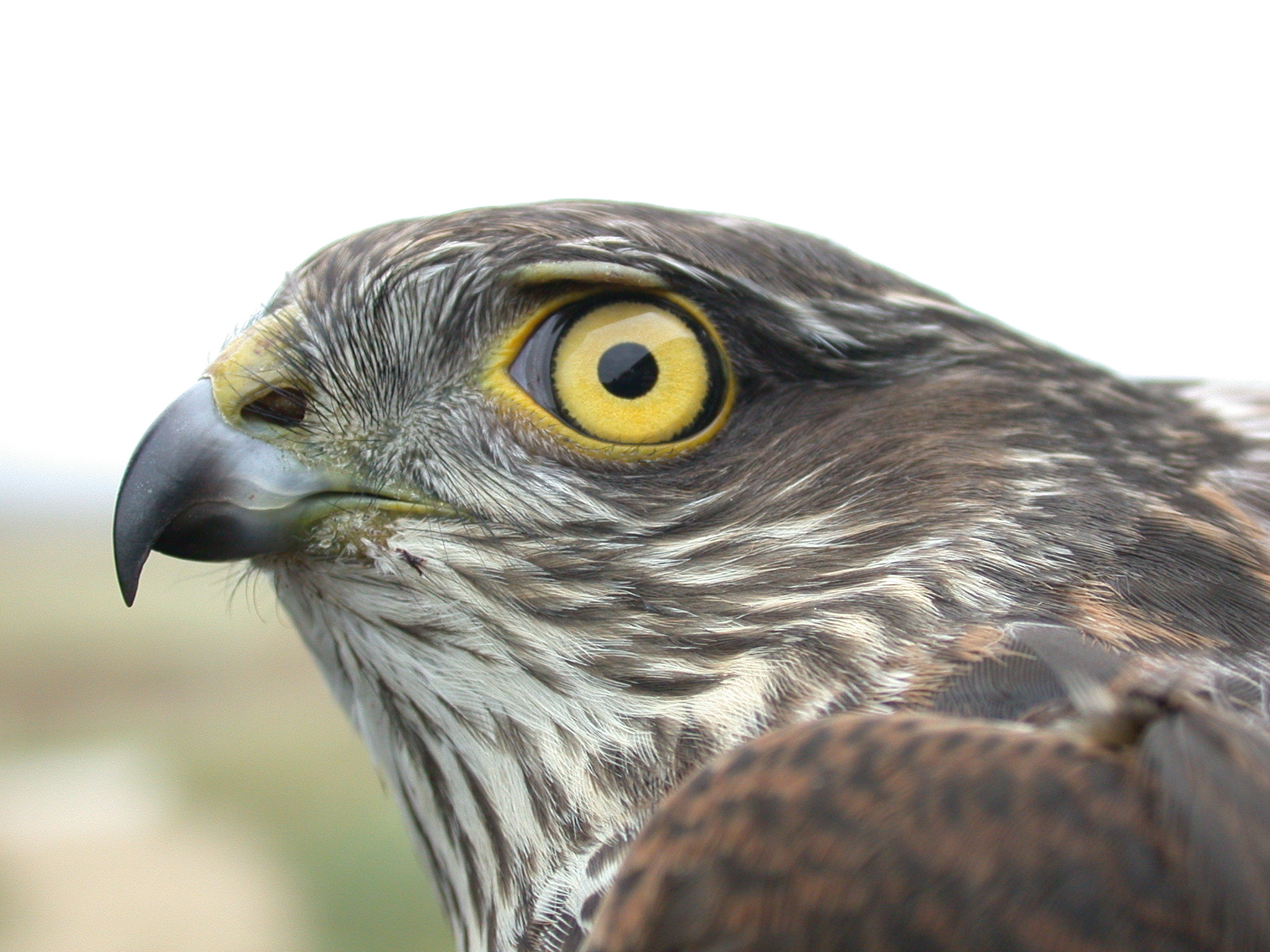
Karvaly

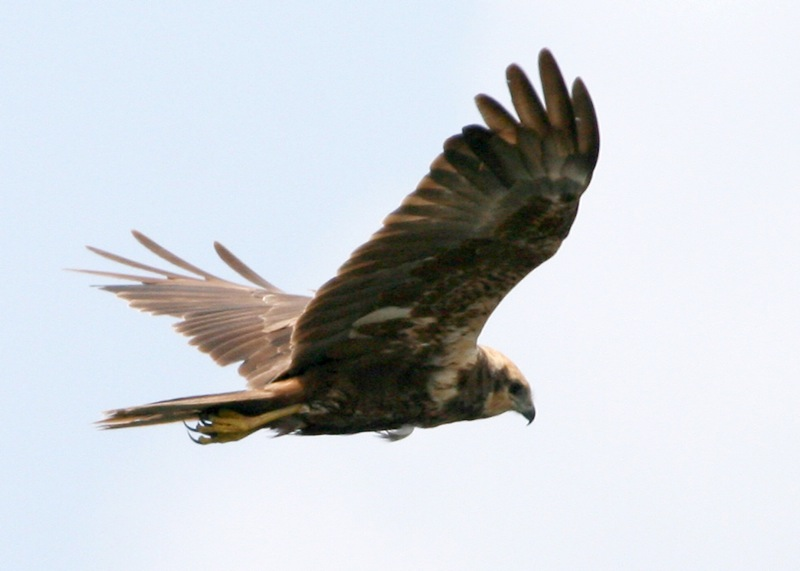
Barna rétihéja

## Fekvése
A védett terület a Hajdú-Bihar vármegyei Hencida és Gáborján falvak között található, területe 108 hektár.

## Jellege, jellemzői
Az árvizek jellemzőek voltak itt még a múlt században is és különleges kapcsolatot hoztak létre a növényvilágban az erdélyi Meszes- és Réz-hegységgel. Megmaradt a legfőbb érték a "Cserje erdő". Az erdőt 111 hektár kiterjedésben 1990-ben nyilvánították védetté.

## Növény- és állatvilága
A nagyrészt sziki és mocsári kocsányos tölgy ligeterdőben mezei juharral és magyar kőrissel is találkozhatunk. Tavasztól nyár elejéig sárgán virágzik  az ország legnagyobb populációjában előforduló magyar zergevirág. Az erdő ritka lelőhelye a réti kardvirágnak, a tarka gyöngyperjének és a kéküstökű csormolyának.
A terület igen gazdag és értékes növényvilágát olyan fajok jellemzik, mint a pázsitos nőszirom, az agárkosbor, a réti őszirózsa, a sziki kocsord és a védett buglyos boglárka. Mint az pusztai erdőfoltoknál lenni szokott, igen gazdag az erdő állatvilága is, különösen értékes a terület rovar- és madárvilága. Ritka, védett rovarjaink közül a nagy szarvasbogár és a csőszcincér a kiemelendő. Két védett pillangónk, a fecskefarkú lepke és a kardoslepke is feltűnik alkalmanként. Noha hüllőkben szegény az erdő, vízisiklót és mocsári teknőst még megpillanthatunk a belső mocsárréteken és a Berettyó mentén. Kétéltűi közül említést érdemel az erdei béka. A halak közül a halványfoltú küllőt kellene talán kiemelnünk.
A morotvák és az egyéb területek rétjein táplálkozó fehér gólya fészkel a környékbeli falvakban. Nagyon ritkán a nedves belső tisztásokon a fekete gólya is felbukkan. A védett ragadozók közül említést érdemel az itt nem fészkelő kék vércse és a néha költő vörös vércse. Az egerészölyv, a héja és a karvaly csak vadászni jár e vidékre. A környéken fészkel viszont az egyre ritkuló barna kánya és a barna rétihéja. A vadgerle és az örvös galamb még költ az összefüggő erdőrészekben. Ahol fészkelőhelyet talál, odvakban, ott láthatjuk a búbos bankát is. Valószínű a színpompás jégmadár Berettyó parti költése. Fészkel még a zöld küllő és a nagy fakopáncs is. Emlősök közül megtalálták itt a ritka szőröskarú koraidenevért, amely az öreg fák odvában pihen és szaporodik. A rovarevők közül a keleti sün, a törpe cickány és az erdei cickány figyelhető meg. A rágcsálók közül gyakori a pirókegér és előfordul az Alföldön ritka vöröshátú erdeipocok is.